# Плімут (Юта)
Плімут (англ. Plymouth) — місто (англ. town) в США, в окрузі Бокс-Елдер штату Юта. Населення — 427 осіб (2020).

## Географія
Плімут розташований за координатами 41°52′31″ пн. ш. 112°8′33″ зх. д. / 41.87528° пн. ш. 112.14250° зх. д. (41.875276, -112.142404).  За даними Бюро перепису населення США в 2010 році місто мало площу 1,69 км², уся площа — суходіл. В 2017 році площа становила 2,14 км², уся площа — суходіл.

## Демографія
Згідно з переписом 2010 року, у місті мешкало 414 осіб у 127 домогосподарствах у складі 108 родин. Густота населення становила 245 осіб/км².  Було 137 помешкань (81/км²).
Расовий склад населення:
| - 97,1 % — білих - 0,2 % — корінних американців - 1,4 % — осіб інших рас |

До двох чи більше рас належало 1,2 %. Частка іспаномовних становила 2,7 % від усіх жителів.
За віковим діапазоном населення розподілялося таким чином: 35,0 % — особи молодші 18 років, 54,1 % — особи у віці 18—64 років, 10,9 % — особи у віці 65 років та старші. Медіана віку мешканця становила 31,6 року. На 100 осіб жіночої статі у місті припадало 107,0 чоловіків;  на 100 жінок у віці від 18 років та старших — 96,4 чоловіків також старших 18 років.
Середній дохід на одне домашнє господарство  становив 74 368 доларів США (медіана — 54 531), а середній дохід на одну сім'ю — 84 996 доларів (медіана — 60 250). Медіана доходів становила 45 625 доларів для чоловіків та 36 250 доларів для жінок. За межею бідності перебувало 12,4 % осіб, у тому числі 20,6 % дітей у віці до 18 років та 0,0 % осіб у віці 65 років та старших.
Цивільне працевлаштоване населення становило 123 особи. Основні галузі зайнятості: виробництво — 30,9 %, освіта, охорона здоров'я та соціальна допомога — 17,9 %, транспорт — 12,2 %, роздрібна торгівля — 8,9 %.